# パプア。
パプア。は、よしもとクリエイティブ・エージェンシー 大阪所属のお笑いコンビ。2008年4月結成。2010年3月解散。

## メンバー
山城大毅　（やましろ ひろき、1985年11月27日 - ）
- ボケ担当。立ち位置左。
- チャラ男の出で立ちをしている。

延藤ミッツェル五朗　（のぶとう みっつぇる ごろう、1985年5月1日 - ）
- ツッコミ担当。立ち位置右。
- 岡山県出身。
- 本名、大橋拓三。延藤は祖母の名字。
- 解散後は「にわとりヘッド」というトリオでサンミュージックプロダクションに所属し、2012年には今宮子供えびすマンザイ新人コンクール福笑い大賞を受賞。『有田チルドレン』にも出演したが、2016年に解散。
- その後は原宿のお笑い劇場「ラスタ原宿」（2018年に池袋に移転し、「ラスタ池袋」に改称）の支配人をしている。「ザ・ビリーバーズ」というコンビでも活動していたが、2019年9月4日に相方の中野たかし(1986年6月5日 - 2019年9月4日)が持病により急死した。

## 来歴
- 大阪NSC27期生。
- M-1グランプリ2008出場時はデリートエンターテイメントに所属、2009年8月に退所。のちによしもとクリエイティブ・エージェンシー所属となった。
- 2010年3月に解散。

## ネタ
- 主に漫才。ドドスコというリズムに乗せ、あるあるネタを行うリズム芸の形式で漫才を行う。
- 登場時に延藤が山城を指し「不細工なチャラ男が来ましたよー！」というつかみがある。
- オチでは「今までの（ドドスコネタ）がつかみですからね」と言うことがある。

## 経歴
- M-1グランプリ2008  準決勝進出
- MBS漫才アワード2009 2回戦進出
- ワッハ上方演芸コンテスト 決勝進出
- Joy-Champ 決勝進出